# Kenji Arima
Kenji Arima (jap. 有馬 賢二 Arima Kenji; ur. 26 listopada 1972) – japoński piłkarz występujący na pozycji napastnika.

## Kariera klubowa
Od 1995 do 2002 roku występował w klubach Kashiwa Reysol, Consadole Sapporo i Yokohama FC.